# Классификация секретной информации во Франции
Во Франции секретной является информация оборонного значения, которая по степени секретности подразделяется на 3 уровня (по мере возрастания):
- Confidentiel Défense («Конфиденциальная оборонная»): информация, разглашение которой считается потенциально опасным для национальной обороны, или может привести к раскрытию информации, отнесенной к более высокому уровню безопасности.
- Secret Défense («Секретная оборонная»): информация, разглашение которой может нанести существенный ущерб для национальной обороны. Такая информация не может распространяться без разрешения соответствующих властей, кроме исключительных ситуаций.
- Très Secret Défense («Чрезвычайно секретная оборонная»): информация, разглашение которой считается крайне опасным для национальной обороны. Никакая организация не имеет права осуществлять хранение, передачу, отображение или уничтожение информации данного уровня секретности без разрешения премьер-министра Франции или секретаря национальной обороны. Частичное или выборочное воспроизведение этой информации также строго запрещено.

Менее чувствительная с точки зрения обороны информация во Франции определяется как «защищённая» и подразделяется на следующие уровни по мере возрастания:
- Non Protégé (незащищенная)
- Diffusion restreinte administrateur («распространение ограничено администрацией»)
- Diffusion restreinte («распространение ограничено»)
- Confidentiel personnels Sous-Officiers («конфиденциально, для младших служащих»)
- Confidentiel personnels Officiers («конфиденциально, для служащих»).

Существует также информация с пометкой «spécial France» («только для граждан Франции»), которая не является уровнем секретности.
Рассекречивание документов во Франции осуществляется независимым органом — Консультативной комиссией по защите тайн национальной обороны (фр. Commission consultative du secret de la défense nationale, CCSDN). Передача секретных документов осуществляется в двойных конвертах, внешний из которых сделан из пластика и пронумерован, а внутренний изготовлен из плотной бумаги. Процедура приёма секретных документов включает в себя изучение физической целостности контейнера и регистрацию документов. Пересылка секретных документов во Францию из-за границы осуществляется специальной военной или дипломатической почтой. Такое почтовое отправление должно иметь печать с отметкой «PAR VALISE ACCOMPAGNEE-SACOCHE».
По мере истечения срока секретности секретные документы передаются в архив, где они либо хранятся, либо уничтожаются (путём сжигания, дробления или воздействия электрическим разрядом).
Разглашение секретной информации во Франции является преступлением, предусмотренным статьей 413-9 Уголовного кодекса.
В случае несанкционированной утечки секретной информации проводится расследование компетентными органами, к которым относятся Министерство внутренних дел Франции, специальный следователь по обороне и безопасности (фр. Haut fonctionnaire de défense et de sécurité) соответствующего министерства, а также генеральный секретарь национальной обороны. За разглашение секретной информации Уголовный кодекс Франции предусматривает наказание до 7 лет лишения свободы и 100 000 евро штрафа, а если преступление совершено по неосторожности или небрежности — до 3 лет лишения свободы и 45 000 евро штрафа.
Помимо защиты секретных документов, правительство Франции также ведёт достаточно жёсткую политику в отношении разработки и экспорта средств криптографии. Так, импорт шифровальных средств на территорию Франции вообще запрещён, а экспорт шифровального оборудования возможен только по личному разрешению премьер-министра страны, которое он принимает после консультаций со специальным комитетом по военному оборудованию.